# 槻木郵便局
槻木郵便局（つきのきゆうびんきょく）は宮城県柴田郡柴田町にある郵便局。民営化前の分類では集配特定郵便局であった。

## 概要
住所：〒989-1753 宮城県柴田郡柴田町槻木上町3-8-18

## 沿革
- 2007年（平成19年）10月1日 - 民営化に伴い、併設された郵便事業大河原支店槻木集配センターに一部業務を移管。
- 2012年（平成24年）10月1日 - 日本郵便株式会社発足に伴い、郵便事業大河原支店槻木集配センターを槻木郵便局に統合。

## 取扱内容
- 郵便、印紙、ゆうパック、内容証明
- 貯金、為替、振替、振込、国際送金、国債、投資信託
- 生命保険、バイク自賠責保険、がん保険、変額年金保険
- ゆうちょ銀行ATM
- 柴田町内の一部地域（〒989-17xx）の集配業務

## 周辺
- 槻木駅
- 国道4号
- 宮城県道117号槻木停車場線
- 七十七銀行槻木支店

## アクセス
- JR東北本線槻木駅下車徒歩10分
- 駐車場あり：7台